# Play-In Tournament NBA
Le Play-In Tournament NBA est un tournoi préliminaire aux playoffs qui se déroule juste après la fin de la saison régulière de la National Basketball Association (NBA). Les équipes qui terminent la saison régulière aux positions 7 à 10 du classement de chaque conférence s'affrontent pour déterminer les deux dernières places qualificatives pour les séries éliminatoires de la Conférence Est et de la Conférence Ouest.

## Formats

### Premier format
Le 4 juin 2020, le Board de la NBA approuve le Play-In Tournament pour la saison 2019-20. Les franchises aux positions 8 et 9 de chaque conférence peuvent se rencontrer à condition que l'écart soit au maximum de quatre matchs. Si la tête de série 8 remporte le match, elle accède aux playoffs. Si la tête de série 9 l'emporte, un deuxième match est organisé et le vainqueur accède aux playoffs.

### Format actuel
Dès la saison suivante, la NBA conserve le concept du Play-in tournament, mais cette fois pour les franchises classées de la 7e à la 10e place de chaque conférence. Ce mini-tournoi à élimination directe sur un match détermine les dernières franchises qualifiées pour les playoffs.
- L'équipe classée à la 7e place reçoit le 8e de la saison régulière (Match 1). Le vainqueur se qualifie à la 7e place de sa conférence. Le perdant joue par la suite le vainqueur du match entre le 9e et 10e (Match 2).
- L'équipe classée à la 9e place reçoit le 10e de la saison régulière (Match 2). Le perdant de ce match est éliminé, le vainqueur affronte le perdant (Match 3) du match entre le 7e et le 8e. Le vainqueur de cette dernière confrontation, obtient l'ultime place qualificative pour les playoffs. Le perdant est éliminé.

| Play-in tournament |                                    |                                    |                                    |  |                            |                            |                            |  |   |                       |                        |                        |  |
|                    |                                    |                                    |                                    |  |                            |                            |                            |  |   |                       |                        |                        |  |
|                    | Match 1 : pour la 7e place         |                                    |                                    |  |                            |                            |                            |  |   |                       |                        |                        |  |
|                    | 7                                  | 7e de sa conférence                |                                    |  |                            |                            |                            |  |   |                       | Qualifiées en Playoffs | Qualifiées en Playoffs |  |
| 8                  | 8e de sa conférence                |                                    |                                    |  | Match 3 : pour la 8e place | Match 3 : pour la 8e place | Match 3 : pour la 8e place |  |   | 7                     | Qualifiée en 7e place  |                        |  |
|                    |                                    |                                    |                                    |  | --                         | Perdant du match 1         |                            |  | 8 | Qualifiée en 8e place |                        |                        |  |
|                    | Match 2 : barrage pour la 8e place | Match 2 : barrage pour la 8e place | Match 2 : barrage pour la 8e place |  | --                         | Vainqueur du match 2       |                            |  |   |                       |                        |                        |  |
|                    | 9                                  | 9e de sa conférence                |                                    |  |                            |                            |                            |  |   |                       |                        |                        |  |
| 10                 | 10e de sa conférence               |                                    |                                    |  |                            |                            |                            |  |   |                       |                        |                        |  |

### Statistiques et records
Bilan des confrontations en Play-in depuis 2021, excluant la victoire de Portland (7e) face à Memphis (8e) lors du premier Play-in lors de la saison 2020. Le format était différent du modèle actuel et se jouait dans la Bulle. La NBA considère les matchs et toutes les statistiques (points, rebonds, etc.) comme étant une catégorie totalement à part, ne comptant donc pas, ni pour la saison régulière ni pour les playoffs.
| Position après la saison régulière | Résultats en Play-in | Résultats en Play-in | Résultats en Play-in | Qualification en playoffs | Qualification en playoffs | Qualification en playoffs |
| Position après la saison régulière | Match 1              | Match 2              | Match 3              | Qualifiée en 7e           | Qualifiée en 8e           | Non-qualifiée             |
| ---------------------------------- | -------------------- | -------------------- | -------------------- | ------------------------- | ------------------------- | ------------------------- |
| 7e                                 | 8–2                  |                      | 2–0                  | 8                         | 2                         | 0                         |
| 8e                                 | 2–8                  |                      | 4–4                  | 2                         | 4                         | 4                         |
| 9e                                 |                      | 6–4                  | 3–3                  |                           | 3                         | 7                         |
| 10e                                |                      | 4–6                  | 1–3                  |                           | 1                         | 9                         |

- Le Heat de Miami et les Hawks d'Atlanta sont les franchises avec le plus de rencontres en Play-in avec 6 matchs.
- Les Hawks d'Atlanta est la franchise avec le plus de participations avec 4.
- Le Heat de Miami est la première franchise à remporter une série de Playoff après être passés par un play-in. 
  - En 2023, les Heat de Miami (8e) éliminent les Bucks de Milwaukee  (1er) 4-2, puis les Knicks de New York (5e) 4-2 et les Celtics de Boston (2e) 4-3. Le Heat de Miami s'incline finalement en finale NBA face aux Nuggets de Denver 1-4.
- Le Heat de Miami est la première franchise à se qualifier en Playoff après être passés par un play-in en tant que 10e lors de la 2025.

Mis à jour après le 08/08/2025